# Saint Seiya: Shinku no shōnen densetsu
Saint Seiya: Shinku no shōnen densetsu (聖闘士星矢 真紅の少年伝説?  lit. Seiya El Santo: La leyenda de los jóvenes carmesí) es la tercera de una serie de películas producidas por Toei Animation, basadas en la serie de manga y anime Saint Seiya, siendo independiente del canon y de la cronología oficial.
De tipo largometraje, la película, a diferencia de sus predecesoras que se exhibieron en los festivales de cine Toei Manga Matsuri, se estrenó el 23 de julio de 1988 en el Festival del 21.º Aniversario de la Weekly Jump junto con la película animada de Sakigake!! Otokojuku.
No está basada en ningún episodio del manga, aunque la trama recuerda por momentos a la saga de Hades, y no se ubica cronológicamente en la historia oficial. Sus antecesoras fueron la reencarnación de Ellis, diosa de la guerra y la gran batalla de los dioses, siendo sucedida por Los Caballeros del Zodíaco contra Lucifer.
En Latinoamérica fue conocida como Los Caballeros del Zodiaco Contraatacan, siendo estrenada hasta 1996, y fue la primera película de la franquicia en estrenarse en cines y en editarse en formato VHS. En México, debido a problemas sindicales, el doblaje fue realizado por Servicios de Televisión Mexicana, en lugar de Estudio de Doblaje Salgado S.A, cambiando algunos nombres de la emisión original, como los nombre de Camus de Acuario y Shura de Capricornio, que en esta película, le llaman Camil y Shula. Años después, mediante CBAudio, se hizo un redoblaje con los actores de la emisión original.
Como dato curioso, el intro de la transmisión original de la serie en algunos países de Latinoamérica, contiene escenas de esta película, específicamente la pelea entre Atlas de Carina y Seiya.

## Resumen
Abel, el legendario Dios del Sol y hermano mayor de Atenea (Saori Kido), ha vuelto. Para dejar el mundo terrenal en manos de los dioses, trama provocar un gran diluvio y purgar a la humanidad. Atenea intenta detenerlo, pero Abel hace lo contrario y la envía a la tierra de los muertos. Para salvar a Atenea, Seiya y sus amigos se dirigen a la Colina de la Dignidad, la tierra prohibida del Santuario, pero su camino está bloqueado por Saga y los otros Santos de Oro, que se supone que murieron en la Batalla de los Doce Casas, y los Santos de la Corona, que han protegido a Abel desde la era de la mitología. Seiya y sus amigos se enfrentan a los adversarios más fuertes a los que se han enfrentado nunca, y comienza la batalla más feroz y arriesgada de sus vidas.

## Argumento
Febo Abel, hijo de Zeus, vuelve a la Tierra y se encuentra con su hermana menor Atenea (Saori Kido), quien lo reconoce como el Dios del Sol. El reencuentro es feliz y ambos se divierten como niños en un arroyo. Luego, mientras descansan en la casa de campo de Saori, esta le pregunta a Abel sobre el motivo de su regreso. Este le explica que quiere llevársela, para luego castigar a los humanos por haber contaminado al mundo de maldad. Es decir, arrasará con la Tierra y acabará con la humanidad, tal como ocurrió con el diluvio universal de Deucalión.

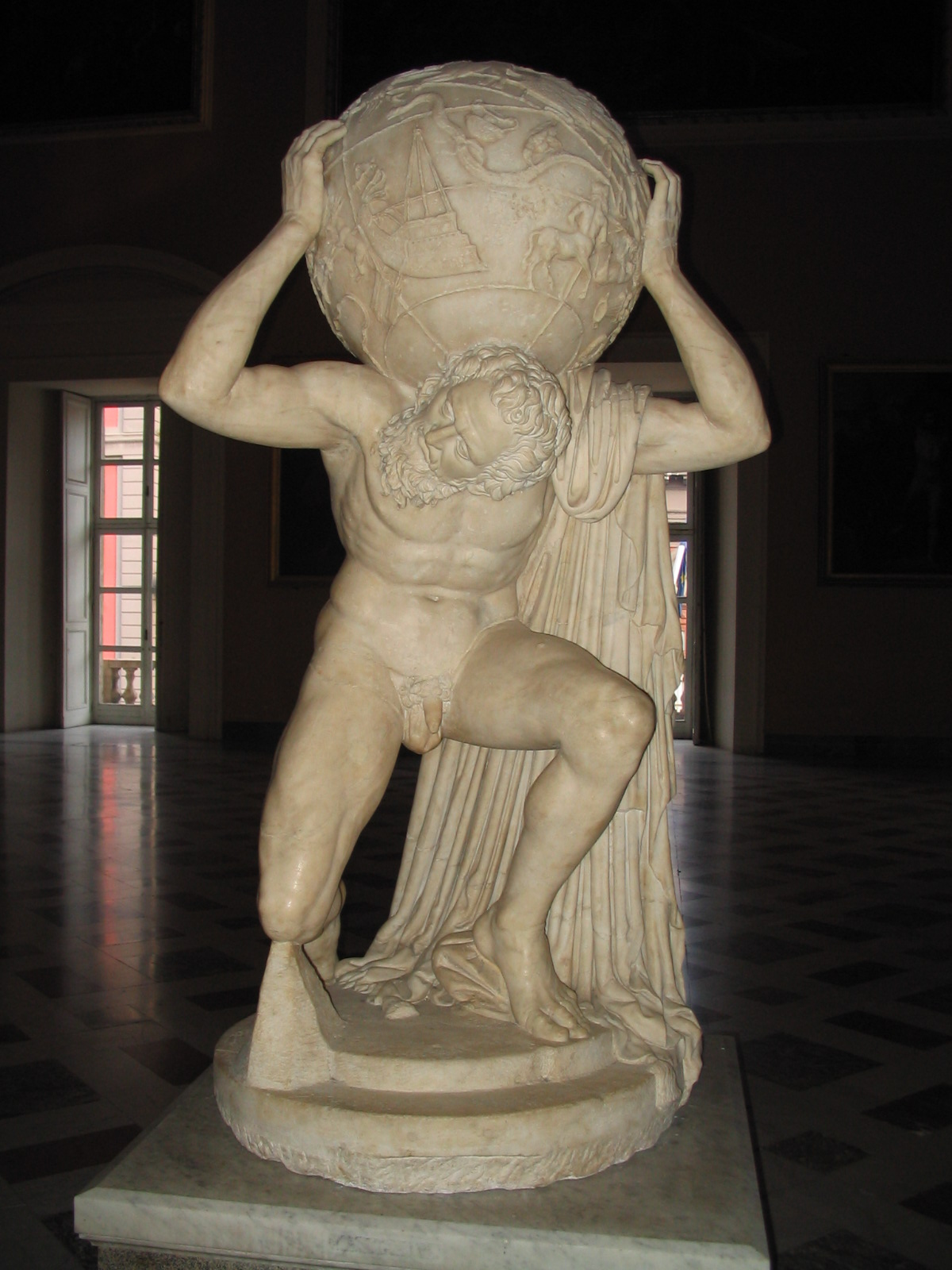
Escultura de Atlas en Nápoles. Inspirado en el titán, el personaje de la película representa a la constelación de Carina, la cual se halla a primera vista en el globo terráqueo de la estatua.

En ese momento, Seiya, Shiryū, Hyōga y Shun aparecen en la casa de Saori y se sorprenden con la presencia de Abel y de un grupo de desconocidos que los custodian. Estos se presentan como los Santos de la Corona, los nuevos protectores de Atenea y de Abel: Atlas del signo de Carina, Jaō del signo de Lince y Berenike del signo de Coma Berenices. Además, para mayor sorpresa, les hacen notar la presencia de otros conocidos: los Santos de Oro que murieron en la batalla de las doce casas, es decir, Saga de Géminis, Máscara de Muerte de Cáncer, Shura de Capricornio, Camus de Acuario y Afrodita de Piscis, quienes fueron resucitados por el poder de Abel. Seiya, atónito, se resiste a abandonar el lugar y trata de exigirle una explicación a Saori, no obstante, es atacado y humillado por Atlas. Ante esto, Saori ratifica su deseo de que Seiya y los demás no peleen más y que su protección estaría a cargo de los Santos de la Corona y de los Santos de Oro resucitados. Finalmente, Abel le pide a Atlas detener un derramamiento inútil de sangre y abandona el lugar con su hermana.
Luego, en la casa de Seiya, los cuatro Santos de Bronce se encuentran consternados y discuten acerca de lo sucedido, sobre todo Seiya, quien rehusando aceptar el abandono de Saori, termina huyendo desesperadamente de su casa para llorar amargamente en el puerto.
Mientras, Saori y Abel disfrutan en aparente felicidad del día en los jardines del Templo de la Corona (la casa de Febo), Shiryū consulta a su maestro Dohko de Libra acerca del origen de Abel. Éste le señala que, en la era mitológica, Abel era un dios tan poderoso como su padre, pero que por intentar controlar la Tierra y usurpar el título de Dios del Sol, fue desterrado por Zeus y su hermano mayor Apolo, y su memoria fue borrada del curso normal de la historia. No obstante, Dohko no se explica las razones del actual regreso de Abel y cree que lo más probable es que sea una decisión de los dioses, la cual no puede ser interferida por los humanos.
Volviendo al Templo de la Corona, Abel toca una bella melodía con su lira, mientras Atenea escucha complacida. Sin embargo, en un aparente descuido del dios del sol, Atenea intenta atacarlo con el poder de su báculo, no obstante, su hermano, quien tiene el poder de leer las mentes, contraataca. En ese momento, Saori le revela al dios del sol sus verdaderas intenciones: proteger a la Tierra aún si tiene que luchar contra él. Ante esto, y con tristeza, Abel le quita la vida con un destello de energía. Este hecho es percibido en la distancia por los Santos de Bronce, entre ellos Seiya, que corre y tropieza en la calle, triste, desesperado y gritando el nombre de Saori. Shura y Camus, testigos de lo sucedido, reaccionan violentamente y se rebelan en contra de Abel, pero son asesinados por los Santos de la Corona, al tiempo que Abel se lleva el cuerpo sin vida de Atenea, ante la complicidad de Máscara de Muerte, Afrodita y Saga, quien disimula su ira con aparente fidelidad.
Posteriormente, llevando puesta la Armadura de Bronce de Pegaso, Seiya se dirige a «Dignity Hill» (Colina de la Dignidad), terrenos contiguos al Santuario de Atenea que rodean el Templo de la Corona, pero es interceptado por Atlas de Carina. Mientras tanto, Shiryū, Hyōga y Shun, se encuentran en los alrededores y deciden luchar, ya no para salvar a Atenea, sino para derrotar a Abel y de esta manera proteger a la Tierra. Los tres acuerdan encontrarse en el Templo de la Corona y se separan. Por otro lado, Seiya es completamente derrotado por el Burning Corona de Atlas y cae seminconsciente, con su armadura casi destruida.
Shiryū, en tanto, llega a las ruinas de un templo anegado por las aguas y se encuentra con Máscara de Muerte de Cáncer, a quien derrotó en la batalla de las doce casas. Sin embargo en esta oportunidad, Máscara de Muerte detiene el Rozan Shōryūha de Shiryū y lo envía con su Sekishiki Meikai Ha al «Yomotsu Hirasaka», tal como lo hizo en la casa de Cáncer. Allí, Máscara de Muerte le muestra a Shiryū que el alma errante de Atenea, guiada por el «cosmo» de Abel, pronto caerá a la entrada del mundo de los muertos para terminar recluida en los Campos Elíseos como una difunta en vida. Gracias a este conocimiento, el Santo de Dragón revela su verdadera intención, que era justamente averiguar si todavía había oportunidad de salvar a Atenea. Decidido, Shiryū acaba con Máscara de Muerte con un Rozan Shōryūha de mayor potencia y retorna al mundo real, sin embargo, es herido a traición por Berenike de Cabello y cae al agua.
En otro lugar, en un paraje cubierto de vegetación y rosas, Shun se encuentra con Afrodita de Piscis, también derrotado en la batalla de las doce casas. Afrodita le explica a Shun que la más grande belleza es la victoria y que por tal razón no está dispuesto a perder nuevamente. Shun no se deja amedrentar y ataca al Santo de Piscis con su Nebula Storm, no obstante, Afrodita se anticipa y lo hiere en el pecho con su Bloody Rose. El santo de Andrómeda pierde el duelo, pero afortunadamente Ikki aparece para salvarlo y, tras aplicar primero su Phoenix Hō Gen Ma Ken a Afrodita, con su Hō Yoku Ten Shō le devuelve la Bloody Rose al Santo de Oro, quien muere con la rosa blanca incrustada en su corazón. Ikki y su hermano se retiran, sin embargo, son atacados por la espalda por Atlas y caen heridos.
Mientras tanto, Saga de Géminis encuentra a un moribundo Seiya y le cuenta sobre las verdaderas intenciones de Atenea al separarse de los Santos de Bronce: ella, al darse cuenta del gran poder de Abel y sabiendo que sus santos no serían rivales para él, fingió unirse a su hermano, para luego enfrentarlo por sus propios medios, evitando así el sacrificio de sus amigos. Ante esta revelación, Seiya se motiva con la esperanza de destruir a Abel y hace frente a Saga, pero éste le hace ver que su «cosmo» es muy pobre y no es un rival para derrotar al dios del sol y lo ataca con su Galaxian Explosion, al recibir el ataque Seiya le increpa diciéndole "¿Por qué no es un buen rival? y Saga le responde que ya renunció a la idea de ganar", y le dice Si renuncias a la idea de ganar antes de empezar, eso equivale a perder sin pelear, luego hace hincapié en que Shiryū y los otros están en mejores condiciones. El Santo de Oro también le revela que Atenea aún no ha muerto y que es posible salvarla antes de que caiga por el pozo de la muerte en «Yomotsu Hirasaka».
Por otro lado, Hyōga llega al Templo de la Corona y se encuentra con Abel, quien le solicita que construya una ataúd de hielo para Atenea. Debido a la obvia negativa de Hyōga, Berenike de Cabello se enfrenta a él y le confiesa que él se encargó de matar a su gran maestro Camus. Ante esto, Hyoga lo ataca pero el Golden Death Hair de Berenike parece derrotarlo. Sin embargo, Hyōga recuerda los consejos de su difunta madre, se levanta y contraataca congelando y destruyendo a Berenike, mientras unos malheridos Shiryū, Shun e Ikki se dirigen al Templo de la Corona. Seiya, en tanto, motivado por los comentarios de Saga, enciende su «cosmo» al máximo y finalmente lo derrota con su Pegasus Ryū Sei Ken, sin llegar a matarlo. No obstante, aparece Jaō de Lince, quien amenaza a Seiya, pero Saga interviene y le pide al Santo de Bronce seguir adelante. Finalmente, el Santo de Géminis hace explotar su «cosmo» llevándose por los aires a un desesperado Jaō, muriendo ambos en el ascenso.

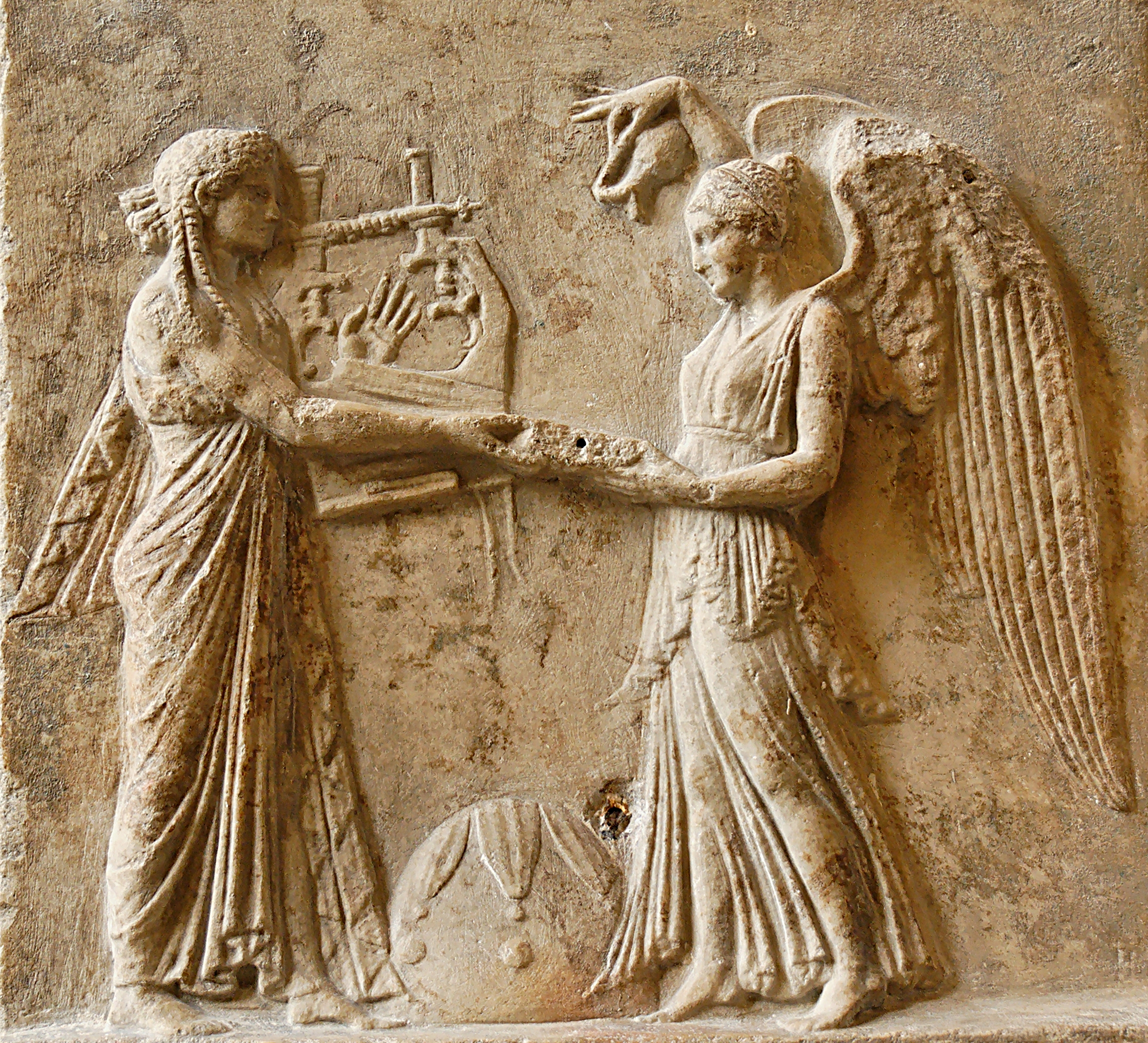
Escena en mármol de una libación ofrecida por Niké al dios Apolo, semejante a la gran escultura instalada en el Templo de la Corona y que terminó por aplastar a Abel.

Posteriormente, los Santos de Bronce van llegando al Templo de la Corona y son derrotados uno a uno por el poder de Atlas: Hyōga, Shun, Ikki, Shiryū y finalmente Seiya son gravemente heridos por el terrible poder del Santo de Carina. En ese momento, Abel prepara el fin de la Tierra mediante terremotos y erupciones volcánicas, mientras en China, Dohko se lamenta por lo sucedido. Por otro lado, Atenea se acerca cada vez más a la pendiente del pozo de la muerte, Sin embargo, Seiya recuerda que su único deber es protegerla a ella y a la Tierra, y que Saga murió para enseñárselo. Entonces, el joven se levanta y enciende su «cosmo» a un nivel ilimitado, siendo invocada la Armadura de Oro de Sagitario para ir en su protección. Así mismo, Shiryū e Hyōga también encienden su «cosmo», acudiendo a ellos las Armaduras de Oro de Libra y de Acuario, respectivamente, gracias a sus maestros. Con este incremento de poder, los tres guerreros inician una carga contra Atlas: en un ataque sincronizado, Hyōga y Shiryū debilitan la barrera que ha protegido en todo momento al Santo de la Corona, quien es finalmente derrotado por el Pegasus Sui Sei Ken de Seiya. Al correr hacia la sala del trono, donde sólo los esperaba Abel, este los ataca con su energía, la que impacta a Hyōga y Shiryū, quienes, por proteger a Seiya, quedan fuera de combate. Seiya intenta enfrentarse al dios del sol, pero todos sus ataques son devueltos hacia él, debido a su campo defensivo. Seiya pierde por completo sus fuerzas, pero no se rinde en su afán de salvar a Saori, quien está a punto de caer al pozo de la muerte. Él y sus cuatro compañeros elevan sus «cosmos», que se torna dorado, e interrumpen el «cosmo» de Abel que guiaba a Atenea al mundo de los muertos. Saori abre los ojos, se levanta y se dirige a sus santos, pidiéndoles perdón. Abel, furioso y frustrado, retoma la destrucción y el juicio final sobre la Tierra y, pese a los reproches de Saori, se acerca a ella para volver a matarla. Sin embargo, Seiya lo detiene, apuntándolo con la Flecha de Oro de Sagitario. El dios del sol, temeroso por los intentos del joven de superarlo, duda entre perdonar a Seiya o acabar con él: intenta un contraataque, pero su «cosmo» es sobrepasado por el de Seiya que se ha elevado al infinito, quien dispara la flecha y lo hiere mortalmente. Moribundo, Abel se dirige hacia el lecho de piedra donde yacía el cuerpo de Saori y cae, para luego perecer aplastado por una enorme efigie de piedra, que representaba a Febo y Atenea, desprendida por el terremoto.
Finalmente, «Dignity Hill» y el templo de la Corona se derrumban, pero los santos sobreviven gracias a Atenea, quien abrazada a Seiya, protege con su «cosmo» el pedazo de terreno donde se encontraban los seis: la diosa jura no separarse nunca de sus santos y seguir protegiendo para siempre a la Tierra. Dohko, mirando el amanecer junto con Shunrei, se alegra del triunfo de Atenea y de la caída del dios del sol maligno:

«El sol sale y se oculta, pero el sol que no conocía el ocaso fue derrotado por los jóvenes y sagrados caballeros de Athena.»

Al final, como último vestigio de la destrucción, aparece una estatua creada por el «cosmo» de Abel, evocando cuando él y su hermana eran niños, ya que él no odiaba realmente a Atenea.

## Personajes

### Personajes de la serie
- Seiya de Pegaso
- Saori Kido/Atena
- Shiryū de Dragón
- Hyōga de Cisne
- Shun de Andrómeda
- Ikki de Fénix
- Saga de Géminis
- Afrodita de Piscis
- Máscara de la Muerte de Cáncer
- Shura de Capricornio
- Camus de Acuario
- Dohko de Libra
- Shunrei
- Natassia (flashback)

### Personajes exclusivos de la película
- Phoebus Abel (太陽神フォェボス・アベル Taiyōshin Foebus Aberu?): es el hijo de Zeus y hermano mayor de Atenea. Autoproclamado como Dios del Sol, intentó dominar la Tierra, pero fue derrotado por su padre y su título fue quitado por su hermano mayor Apolo; no obstante, vuelve a la vida para destruir la Tierra. Bajo la protección de los tres santos de la Corona y de los cinco santos de oro muertos en la batalla de las doce casas, a quienes resucitó, se reencuentra con Saori Kido/Atenea a quien convence ponerla de su lado. Sin embargo, ella se rebela contra él y muere en el intento, lo que motiva a los santos de bronce a enfrentarlo a él y a sus guerreros. Finalmente, Seiya, quien logra devolver a la vida a Atenea, acaba con Abel usando la Flecha de Sagitario. Se trata de un dios creado especialmente para el universo de Saint Seiya, ya que el nombre de «Abel» es inexistente en la mitología griega. Pese a ello, el personaje reúne elementos propios de diferentes dioses solares: su nombre se inspira en el de Abelio; usa el epíteto de Febo; toca hábilmente la lira como Apolo; comparte atributos con el denominado Sol Invictus; su historia recuerda a la del culto de Atón, también un dios solar; y se presume, además, que vendría a ser el hijo de Zeus y Metis que, según la profecía, igualaría en poder a su padre y lo destronaría del Olimpo, pero que tras el nacimiento de su hermana Atenea y la desaparición de Metis, no llegaría nunca a nacer.

- Los Santos de la Corona (コロナの聖闘士 Korona no Seinto?): son guerreros escogidos de la era mitológica para servir al dios Sol, Abel, quien les ha entregado las armaduras de la Corona, compuestas por metales diferentes al bronce, la plata o el oro. En la película enfrentan a los santos de bronce.

- Atlas de Carina (りゅうこつ座（カリナ）のアトラス Karina no Atorasu?): es el más poderoso de los Santos de la Corona. Derrotó fácilmente a Seiya y a Ikki en sus primeros combates. Luchó contra los cinco santos de bronce, cuando estos llegaron al Templo de la Corona y estuvo a punto de derrotarlos por completo. Sin embargo, el «cosmo» de Seiya animó a Hyōga y Shiryū, que en un ataque combinado pudieron finalmente acabar con este santo, al usar las tres armadura de oro de Sagitario, Acuario, y Libra, respectivamente. Sin lugar a dudas, fue uno de los adversarios más poderosos a los que se enfrentaron los santos de Atenea. Su técnica es Burning Corona (バーニング・コロナ Bāningu Korona?, Corona de llamas).

- Jaō de Lince (やまねこ座（リンクス）のジャオウ Rinkusu no Jaou?): es el santo de la Corona que se enfrentó a Saga de Géminis, luego que éste recibiera el Pegasus Ryū Sei Ken de Seiya, lanzado a la velocidad de la luz. Seiya estuvo a punto de enfrentarlo, pero Saga le indicó que huyera a salvar a Saori, dado que él se quedaría a pelear con Jaō. Jaō subestima el poder de Saga, recordándole la pésima situación en la que se encuentra luego de la batalla con Seiya, pero el santo de oro hizo explotar sus cosmos y, enfrentando al terrible ataque de Jaō, logra capturarlo y sacrificarse para derrotarlo: ambos mueren calcinados al subir a toda velocidad por la atmósfera. Su técnica es Shining Hell Claw (シャイニング・ヘルクロウ Shainingu Heru Kurou?, Garra resplandeciente del infierno).

- Berenike de Cabello (かみのけ座（コーマ）のベレニケ Kōma no Berenike?): fue uno de los asesinos de Camus de Acuario y Shura de Capricornio y, además, utilizó sus cabellos para derrotar a traición a Shiryū, luego que este peleara con Máscara de la Muerte de Cáncer. Se enfrentó a Hyōga cuando este llega al Templo de la Corona, pero es congelado y desintegrado, luego de que Hyōga canalizara sus sentimientos hacia su madre usando el séptimo sentido. Su técnica es Golden Death Hair (ゴールデン・デスヘアー Gōruden Desu Heā?).

## Voces
A continuación se lista a los personajes junto a sus respectivos seiyū (actor de voz en Japón), así como a los actores de voz que hicieron sus interpretaciones en español para las versiones de España (realizado en 1993) y México (realizado en 1996 y redoblaje en 2010 para DVD).
| Personaje                                    | Seiyū             | España                                | México               | México (redoblaje)                |
| -------------------------------------------- | ----------------- | ------------------------------------- | -------------------- | --------------------------------- |
| Seiya (星矢?)                                | Tōru Furuya       | Juan José López Lespe                 | Adrián Fogarty       | Jesús Barrero                     |
| Saori Kido (城戸沙織?)                       | Keiko Han         | Yolanda Pérez Segoviano               | Rebeca Patiño        | María Fernanda Morales            |
| Shiryū (紫龍?)                               | Hirotaka Suzuoki  | José Núñez                            | Ricardo Hill         | Ricardo Mendoza                   |
| Hyōga (氷河?)                                | Kōichi Hashimoto  | Jon Crespo                            | José Antonio Macías  | René García                       |
| Shun (の瞬?)                                 | Ryō Horikawa      | Iván Muelas                           | Roberto Carrillo     | José Gilberto Vilchis             |
| Ikki (一輝?)                                 | Hideyuki Hori     | Héctor Colomé                         | Jorge Ornelas        | Marcos Patiño                     |
| Saga de Géminis (双子座のサガ?)              | Kazuyuki Sogabe   | Vicente Martínez                      | Roberto Molina       | Javier Rivero/Alfonso Morales     |
| Afrodita de Piscis (魚座のアフロディーテ?)   | Keiichi Nanba     | Luis Manuel Martín Díaz               | Rubén León           | Alfonso Ramírez                   |
| Death Mask de Cáncer (蟹座のデスマスク?)     | Ryōichi Tanaka    | Antonio Cobos                         | Víctor Delgado       | Daniel Abundis/Víctor Covarrubias |
| Shura de Capricornio (山羊座のシュラ?)       | Kōji Totani       | Héctor Colomé                         | Carlos Hugo Hidalgo  | Víctor Covarrubias                |
| Camus de Acuario (水瓶座のカミュ?)           | Rokurō Naya       | Héctor Colomé/Luis Manuel Martín Díaz | Gonzalo Curiel       | Luis Daniel Ramírez               |
| Rōshi (老師?)/Dohko de Libra (天秤座の童虎?) | Kōji Yada         | Teófilo Calle                         | Ricardo Lezama       | Alfonso Morales                   |
| Abel (アベル?)                               | Taichirō Hirokawa | Chema Lara                            | Jorge Santos         | Carlos Segundo                    |
| Atlas de Carina (りゅうこつ座のアトラス?)    | Akira Kamiya      | Juan Antonio Arroyo                   | Luis Alfonso Padilla | Arturo Mercado                    |
| Berenike de Cabello (かみのけ座のベレニケ?)  | Toshio Furukawa   | Alejandro Martínez                    | Octavio Rojas        | Moisés Iván Mora                  |
| Jaō de Lince (やまねこ座のジャオウ?)         | Katsuji Mori      | Ignacio Gijón                         | Sergio Castillo      | Miguel Ángel Ruiz                 |
| Shunrei (春麗?)                              | Yumiko Shibata    | Virginia Carrera                      | Norma Iturbe         | Cony Madera                       |
| Insertos                                     | -                 | ¿?                                    | Gonzalo Curiel       | Raúl de la Fuente                 |

## Producción
La película fue producida para celebrar el vigésimo aniversario de la revista Weekly Shōnen Jump, en la que se serializó el manga original. A diferencia de las dos películas anteriores, el autor del manga original, Masami Kurumada, no colaboró en el diseño de los nuevos personajes. Las primeras imágenes promocionales se publicaron en el número 31 de la revista Shonen Jump del 11 de julio de 1988, mientras la temporada televisiva de la saga de Asgard se emitía en Japón. Inicialmente, los atuendos de Abel y las armaduras de los santos de la Corona serían de colores rojizos y naranjos.

## Música
La banda sonora estuvo a cargo de Seiji Yokoyama, quien ha sido el compositor oficial de toda la serie, así como de las películas de Saint Seiya (hasta Saint Seiya Tenkai-hen ~Overture~).
| Pistas de la banda sonora de Saint Seiya: Shinku no shōnen densetsu | |          |  |
| N.º                                                                 | Título | Duración |  |
| 1.                                                                  | «Prólogo (プロローグ Prologue?)» | 3:04     |  |
| 2.                                                                  | «Tema de Abel (アベルのテーマ Abel no Thema?)» | 1:51     |  |
| 3.                                                                  | «La decisión de Saori (沙織の決意 Saori no ketsui?)» | 2:18     |  |
| 4.                                                                  | «Muerte de la diosa (Atenea) (女神(アテナ)の死 Athena no shi?)» | 3:23     |  |
| 5.                                                                  | «Desafiar dioses (神々への挑戦 Kamigami e no chōsen?)» | 1:23     |  |
| 6.                                                                  | «Santo ardiente (灼熱の聖闘士(セイント) Shaku-netsu no Saint?)» | 2:38     |  |
| 7.                                                                  | «Inframundo (冥 界 Meikai?)» | 3:50     |  |
| 8.                                                                  | «Puño de la ilusión diabólica del Fénix (フェニックス幻魔拳 Phoenix Genmaken?)» | 1:46     |  |
| 9.                                                                  | «La rebelión de Géminis (ジェミニの反逆 Gemini no han-gyaku?)» | 2:15     |  |
| 10.                                                                 | «Espíritu de lucha indomable (不屈の闘志 Fukutsu no tōshi?)» | 3:17     |  |
| 11.                                                                 | «Diluvio universal de Deucalión (デュカリオンの大洪水 Deucalion no dai-kōzui?)» | 4:10     |  |
| 12.                                                                 | «Confrontación (対 決 Taiketsu?)» | 1:14     |  |
| 13.                                                                 | «Atenea resucita (アテナ転生 Athena tensei?)» | 4:03     |  |
| 14.                                                                 | «Colapso del Templo del Sol (太陽神殿の崩壊 Taiyō shinden no hōkai?)» | 5:26     |  |
| 15.                                                                 | «Eres mi razón de ser -El amor está en los ojos- (versión de la película) (You Are My Reason To Be ～愛は瞳の中に～ （映画バージョン） You Are My Reason To Be -Love is in the Eyes- (Movie Version)?)» (letra escrita por Patrick T. Hunt y Mitsuko Shiramine, arreglos de Steve Deutsch, e interpretada por Hitomi «Penny» Toyama y Oren Waters) | 2:37     |  |
| 43:15                                                               | |          |  |